# Козак, Евгений (славист)
Евгений Козак (Eugeniu Kozak; 21 декабря 1857  — 1933, Черновцы) — украинский славист, священник, профессор славянской филологии в Черновицком университете.
Родился на Буковине, в селе Слобода-Банилов.
Подготовил к изданию текст и перевод славянских грамот Брашовского архива и опубликовал «Die Inschriften aus der Bucovina. Epigraphische Beiträge zur Quellenkunde der Landes- und Kirchengeschichte. 1 Theil. Steininschriften» (Вена, 1903) — лучшее издание буковинских надписей, с обширными палеографическими, лингвистическими и историческими комментариями.
Был ректором Черновицкого университета (1907—1908) и членом парламента Румынии (1922—1924).